# Ferenc Toldy
Ferenc Toldy (1805 - 1875) fou un crític hongarès vinculat al romanticisme i considerat el pare de la història literària hongaresa.

## Biografia
Ferenc Toldy és un exemple del poder d'atracció del nacionalisme hongarès durant l'Era de la Reforma. És descendent d'una família de classe mitjana d'origen alemany de Pest, i va ser educat com a físic, l'entusiasme per la literatura feu que es dediqués completament a propagar la literatura hongaresa per Europa durant els seus viatges. Fou un destacat crític, pertanyent al conegut com Cercle Aurora, format per una generació de joves escriptors propers al romanticisme, i amb József Bajza fou un dels crítics més importants de l'època. Entre altres mèrits, fou el primer a analitzar i reconèixer el valor dels poemes èpics de Mihály Vörösmarty. Des del 1861 ocupà la càtedra de literatura a la Universitat de Budapest. Va escriure diverses obres històriques que encara avui dia poden ser útils per la seva anàlisi i la seva complexitat filosòfica i estètica. Entre aquestes obres destaquen Història de la literatura hongaresa i Història de la poesia hongaresa des de l'antiguitat fins Sándor Kisfaludy.